# BTS (Band)/Auszeichnungen für Musikverkäufe

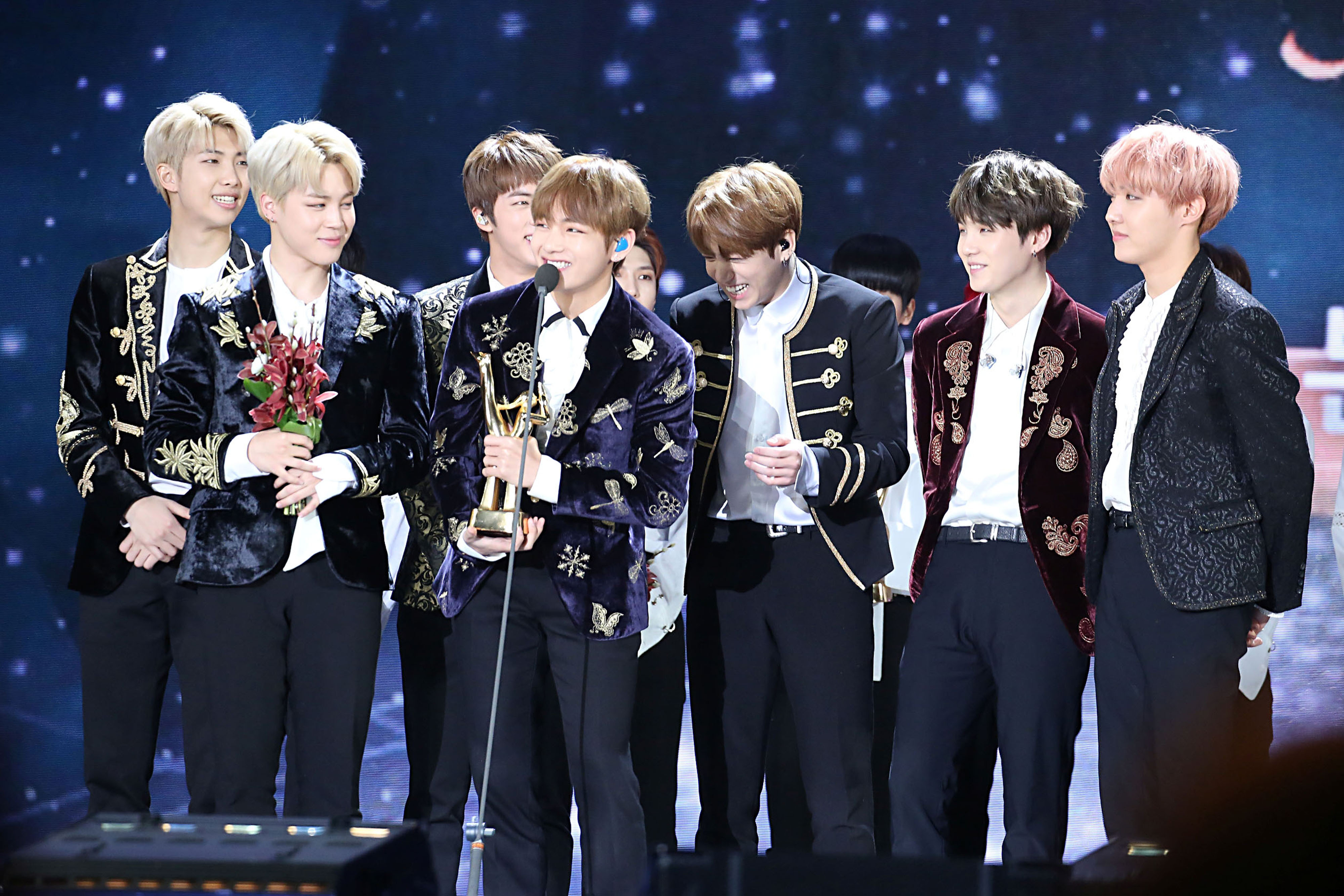
BTS (2017)

Dies ist eine Übersicht über die Auszeichnungen für Musikverkäufe der südkoreanischen Boygroup BTS. Die Auszeichnungen finden sich nach ihrer Art (Gold, Platin usw.), nach Staaten getrennt in chronologischer Reihenfolge, geordnet sowie nach den Tonträgern selbst, ebenfalls in chronologischer Reihenfolge, getrennt nach Medium (Alben, Singles usw.), wieder.

## Auszeichnungen
| - Japan - 2021: für das Streaming Chi, Ase, Namida - 2021: für das Streaming DNA (Japanische Version) - Vereinigtes Königreich - 2020: für die Single MIC Drop - 2021: für die Single DNA - 2021: für die Single Fake Love - 2021: für die Single Idol - 2022: für das Album Wings - 2022: für die Single Blood Sweat & Tears (피 땀 눈물) - 2023: für das Album Be - 2023: für das Album BTS, the Best - 2024: für die Single On - 2024: für die Single Permission to Dance - Australien - 2019: für die Single DNA - 2019: für die Single Fake Love - 2019: für die Single MIC Drop (Steve Aoki Remix) - 2020: für die Single Idol - 2020: für die Single Make It Right (mit Lauv) - 2021: für die Single On - Belgien - 2020: für das Album Map of the Soul: Persona - 2020: für das Album Map of the Soul: 7 - Brasilien - 2024: für die Single Don’t Leave Me - 2024: für die Single Airplane pt. 2 - 2024: für das Lied Let Go - Dänemark - 2020: für das Album Love Yourself 結 ‘Answer’ - 2021: für das Album Map of the Soul: 7 - 2021: für das Album The Most Beautiful Moment In Life: Young Forever - 2022: für das Album Be - 2024: für das Album Love Yourself 承 ‘Her’ - Deutschland - 2021: für die Single Dynamite - 2022: für die Single My Universe - Finnland - 2022: für die Single Dynamite - 2022: für die Single Boy with Luv - Frankreich - 2019: für das Album Map of the Soul: Persona - 2020: für das Album Love Yourself 結 ‘Answer’ - 2021: für das Album Be - 2022: für das Album Love Yourself 轉 ‘Tear’ - 2022: für die Single Boy with Luv - 2024: für die Single Fake Love - 2025: für die Single MIC Drop - Griechenland - 2021: für die Single Dynamite - Italien - 2021: für das Album Be - 2021: für das Album Map of the Soul: 7 - 2021: für die Single Boy with Luv - 2021: für die Single Butter - 2021: für das Album Map of the Soul: Persona - 2025: für das Album Love Yourself 結 ‘Answer’ - 2025: für das Album Proof - Japan - 2016: für das Album Youth - 2018: für das Album Love Yourself 轉 ‘Tear’ - 2018: für das Album Love Yourself 結 ‘Answer’ - 2019: für das Album The Best of Bangtan Sonyeondan -Korea Edition- - 2019: für das Album Map of the Soul: Persona - 2020: für das Videoalbum 2017 BTS Live Trilogy Episode III The Wings Tour ~ Japan Edition ~ - 2020: für das Videoalbum 2017 BTS Live Trilogy Episode III The Wings Tour in Japan –Special Edition– at Kyocera Dome - 2020: für das Videoalbum BTS World Tour 'Love Yourself: Speak Yourself' – Japan Edition - 2021: für das Album The Best of Bodan Shonendan -Japan Edition- - 2021: für die Single Permission to Dance - 2021: für das Streaming Let Go - 2021: für das Streaming Not Today - 2021: für das Videoalbum BTS Map of the Soul ON:E - 2021: für das Videoalbum BTS Memories of 2020 - 2022: für das Streaming Anpanman - 2022: für das Streaming Answer: Love Myself - 2022: für das Streaming Blood Sweat & Tears (피 땀 눈물) - 2022: für das Streaming Boy with Luv (Japanische Version) - 2022: für das Streaming Crystal Snow - 2022: für das Streaming Dope (쩔어) - 2022: für das Streaming Fire (불타오르네) - 2022: für das Streaming Friends (친구) - 2022: für das Streaming Go (고민보다) - 2022: für das Streaming I Need U - 2022: für das Streaming Magic Shop - 2022: für das Streaming Make It Right - 2022: für das Streaming MIC Drop - 2022: für das Streaming Mikrokosmos (소우주) - 2022: für das Streaming My Universe - 2022: für das Streaming Save Me - 2022: für das Streaming Yet to Come (The Most Beautiful Moment) - 2022: für das Videoalbum BTS Memories of 2021 - 2023: für die Single Stay Gold - 2023: für das Streaming Don’t Leave Me - 2023: für das Streaming I’m Fine - 2023: für das Streaming Run - 2023: für das Videoalbum BTS World Tour ‘Love Yourself: Speak Yourself’ [The Final] - 2023: für das Streaming Best of Me - 2024: für das Streaming Telepathy (잠시) - 2024: für das Streaming Black Swan - 2024: für das Streaming Run BTS (달려라 방탄) - 2024: für das Streaming Blue & Grey - 2024: für das Streaming Dionysus - 2024: für das Streaming Dimple (보조개) - 2025: für das Streaming 00:00 (Zero O’Clock) - Kanada - 2019: für die Single Boy with Luv - 2023: für die Single Yet to Come (The Most Beautiful Moment) - 2023: für die Single Bad Decisions - Kolumbien - 2020: für die Single Boy with Luv - Mexiko - 2020: für die Single Dynamite - 2020: für die Single Black Swan - Neuseeland - 2020: für das Album Wings - 2020: für das Album Map of the Soul: Persona - 2021: für die Single Butter - 2021: für das Album Be - 2022: für die Single MIC Drop (Steve Aoki Remix) - 2023: für das Album Love Yourself 轉 ‘Tear’ - Philippinen - 2020: für das Album Map of the Soul: 7 - Polen - 2021: für das Album Be - 2021: für das Album Love Yourself 結 ‘Answer’ - 2022: für das Album Proof - 2023: für das Album Love Yourself 轉 ‘Tear’ - Portugal - 2021: für die Single Butter - 2023: für das Album Map of the Soul: 7 ~ The Journey ~ - Singapur - 2019: für das Album Love Yourself 轉 ‘Tear’ - Spanien - 2021: für das Album Map of the Soul: Persona - 2021: für die Single Butter - 2022: für das Album Map of the Soul: 7 - 2024: für die Single Boy with Luv - Ungarn - 2020: für das Album Map of the Soul: 7 - 2021: für das Album Love Yourself 結 ‘Answer’ - 2021: für das Album Map of the Soul: Persona - Vereinigte Staaten - 2019: für das Album Map of the Soul: Persona - 2021: für die Single Life Goes On - 2022: für die Single Waste It on Me - 2024: für die Single Bad Decisions - 2025: für das Lied Who - 2025: für die Single Black Swan - 2025: für die Single On - 2025: für die Single Permission to Dance - 2025: für die Single Spring Day (봄날) - 2025: für die Single Save Me - Vereinigtes Königreich - 2020: für das Album Love Yourself 結 ‘Answer’ - 2020: für das Album Map of the Soul: Persona - 2021: für das Album Map of the Soul: 7 - 2022: für das Album Face Yourself - 2022: für das Album Love Yourself 轉 ‘Tear’ - 2023: für das Album The Most Beautiful Moment In Life: Young Forever - 2023: für die Single Boy with Luv - 2023: für die Single Butter - 2024: für das Album Love Yourself 承 ‘Her’ - 2024: für das Album Proof - 2025: für das Album Map of the Soul: 7 ~ The Journey ~ | - Australien - 2020: für die Single Boy with Luv - 2022: für die Single My Universe - Belgien - 2021: für die Single Dynamite - Brasilien - 2024: für die Single Film Out - 2024: für die Single Lights - 2024: für die Single Your Eyes Tell - 2024: für die Single Bad Decisions - 2024: für die Single Stay Gold - Dänemark - 2023: für die Single My Universe - 2023: für die Single Dynamite - Frankreich - 2021: für das Album Map of the Soul: 7 - 2023: für das Album Proof - 2023: für die Single Butter - Japan - 2020: für das Album Map of the Soul: 7 - 2020: für das Album Be - 2021: für das Album Butter - 2021: für die Single Butter - 2021: für das Streaming Film Out - 2021: für das Streaming Lights - 2021: für das Streaming DNA - 2022: für das Streaming Fake Love - 2022: für das Streaming Idol - 2022: für das Streaming Life Goes On - 2022: für das Streaming Your Eyes Tell - 2022: für das Videoalbum BTS World Tour: Love Yourself in Seoul - 2023: für das Streaming On - 2024: für das Streaming Euphoria - 2024: für das Streaming Spring Day (봄날) - Kanada - 2021: für die Single Waste It on Me - 2023: für die Single Run - Neuseeland - 2020: für die Single Dynamite - 2021: für das Album Love Yourself 結 ‘Answer’ - 2021: für die Single Boy with Luv - 2022: für das Album Map of the Soul: 7 - 2023: für das Album Proof - 2024: für die Single My Universe - 2024: für die Single Fake Love - Österreich - 2022: für die Single My Universe - Polen - 2021: für das Album Map of the Soul: Persona - 2021: für die Single Dynamite - 2021: für das Album Map of the Soul: 7 - 2023: für die Single My Universe - Portugal - 2021: für die Single Dynamite - Schweden - 2022: für die Single My Universe - Südkorea - 2019: für die Single Fake Love - 2019: für das Streaming Fake Love - 2019: für das Streaming Idol - 2020: für die Single Idol - 2021: für die Single Boy with Luv - 2021: für die Single On - 2022: für das Streaming Butter - 2022: für das Streaming Permission to Dance - 2022: für das Streaming Savage Love (Laxed – Siren Beat) (BTS Remix) - 2025: für das Streaming Life Goes On - 2025: für das Album 2025 BTS Festa: Capsule Album Vol.1 - Vereinigte Staaten - 2018: für die Single MIC Drop - 2019: für die Single Boy with Luv - 2020: für das Album Map of the Soul: 7 - 2020: für das Album Love Yourself 結 ‘Answer’ - 2020: für die Single Idol - 2021: für das Album Be - 2022: für die Single My Universe - 2025: für die Single Blood Sweat & Tears (피 땀 눈물) - 2025: für die Single DNA - 2025: für die Single Fake Love - 2025: für die Single Run - Vereinigtes Königreich - 2021: für die Single Dynamite - 2023: für die Single My Universe | - Australien - 2021: für die Single Dynamite - Italien - 2021: für die Single Dynamite - 2023: für die Single My Universe - Japan - 2017: für die Single MIC Drop - 2018: für das Album Face Yourself - 2018: für die Single Fake Love - 2022: für das Album Proof - 2022: für die Single Dynamite - 2023: für das Streaming Boy with Luv - 2023: für das Streaming Stay Gold - Kanada - 2022: für die Single My Universe - Portugal - 2022: für die Single My Universe - Schweiz - 2024: für die Single My Universe - Spanien - 2024: für die Single My Universe - 2024: für die Single Dynamite - Südkorea - 2019: für das Album BTS World - Vereinigte Staaten - 2021: für die Single Butter - Mexiko - 2019: für die Single Boy with Luv - Japan - 2023: für das Streaming Permission to Dance - Kanada - 2023: für das Album Proof - 2023: für die Single Butter - Südkorea - 2022: für das Streaming Boy with Luv - 2023: für das Streaming Dynamite - Kanada - 2023: für die Single Dynamite - Vereinigte Staaten - 2024: für die Single Dynamite - Brasilien - 2022: für die Single My Universe - Frankreich - 2023: für die Single My Universe - 2024: für die Single Dynamite - Japan - 2019: für die Single Boy with Luv - 2021: für das Album BTS, the Best - 2022: für das Streaming Dynamite - 2023: für das Album Map of the Soul: 7 ~ The Journey ~ - 2024: für das Streaming Butter - Polen - 2021: für die Single Boy with Luv - Südkorea - 2021: für das Album Be - 2021: für das Album Love Yourself 結 ‘Answer’ - 2022: für das Album Love Yourself 轉 ‘Tear’ - 2022: für das Album Proof - 2022: für das Album Butter - Südkorea - 2021: für das Album Map of the Soul: Persona - Südkorea - 2022: für das Album Map of the Soul: 7 |

## Auszeichnungen nach Alben

### 2 Cool 4 Skool
| Land/Region     | Auszeichnungen für Musikverkäufe (Land/Region, Auszeichnung, Verkäufe) | Verkäufe |
| --------------- | ---------------------------------------------------------------------- | -------- |
| Südkorea (KMCA) | —                                                                      | 333.641  |
| Insgesamt       | —                                                                      | 333.641  |

### O!RUL8,2?
| Land/Region     | Auszeichnungen für Musikverkäufe (Land/Region, Auszeichnung, Verkäufe) | Verkäufe |
| --------------- | ---------------------------------------------------------------------- | -------- |
| Südkorea (KMCA) | —                                                                      | 338.750  |
| Insgesamt       | —                                                                      | 338.750  |

### Skool Luv Affair
| Land/Region     | Auszeichnungen für Musikverkäufe (Land/Region, Auszeichnung, Verkäufe) | Verkäufe |
| --------------- | ---------------------------------------------------------------------- | -------- |
| Südkorea (KMCA) | —                                                                      | 580.140  |
| Insgesamt       | —                                                                      | 580.140  |

### Dark & Wild
| Land/Region     | Auszeichnungen für Musikverkäufe (Land/Region, Auszeichnung, Verkäufe) | Verkäufe |
| --------------- | ---------------------------------------------------------------------- | -------- |
| Südkorea (KMCA) | —                                                                      | 472.607  |
| Insgesamt       | —                                                                      | 472.607  |

### Wake Up
| Land/Region  | Auszeichnungen für Musikverkäufe (Land/Region, Auszeichnung, Verkäufe) | Verkäufe |
| ------------ | ---------------------------------------------------------------------- | -------- |
| Japan (RIAJ) | —                                                                      | 28.000   |
| Insgesamt    | —                                                                      | 28.000   |

### The Most Beautiful Moment in Life, Pt. 1
| Land/Region     | Auszeichnungen für Musikverkäufe (Land/Region, Auszeichnung, Verkäufe) | Verkäufe |
| --------------- | ---------------------------------------------------------------------- | -------- |
| Südkorea (KMCA) | —                                                                      | 734.739  |
| Insgesamt       | —                                                                      | 734.739  |

### The Most Beautiful Moment in Life, Pt. 2
| Land/Region     | Auszeichnungen für Musikverkäufe (Land/Region, Auszeichnung, Verkäufe) | Verkäufe |
| --------------- | ---------------------------------------------------------------------- | -------- |
| Südkorea (KMCA) | —                                                                      | 884.118  |
| Insgesamt       | —                                                                      | 884.118  |

### The Most Beautiful Moment In Life: Young Forever
| Land/Region                  | Auszeichnungen für Musikverkäufe (Land/Region, Auszeichnung, Verkäufe) | Verkäufe  |
| ---------------------------- | ---------------------------------------------------------------------- | --------- |
| Dänemark (IFPI)              | Gold                                                                   | 10.000    |
| Südkorea (KMCA)              | —                                                                      | 1.033.652 |
| Vereinigtes Königreich (BPI) | Gold                                                                   | 100.000   |
| Insgesamt                    | 2× Gold ·                                                              | 1.143.652 |

### Youth
| Land/Region  | Auszeichnungen für Musikverkäufe (Land/Region, Auszeichnung, Verkäufe) | Verkäufe |
| ------------ | ---------------------------------------------------------------------- | -------- |
| Japan (RIAJ) | Gold                                                                   | 100.000  |
| Insgesamt    | 1× Gold ·                                                              | 100.000  |

### Wings
| Land/Region                  | Auszeichnungen für Musikverkäufe (Land/Region, Auszeichnung, Verkäufe) | Verkäufe  |
| ---------------------------- | ---------------------------------------------------------------------- | --------- |
| Neuseeland (RMNZ)            | Gold                                                                   | 7.500     |
| Südkorea (KMCA)              | —                                                                      | 1.413.799 |
| Vereinigte Staaten (RIAA)    | —                                                                      | 16.000    |
| Vereinigtes Königreich (BPI) | Silber                                                                 | 60.000    |
| Insgesamt                    | 1× Silber · 1× Gold ·                                                  | 1.497.299 |

### The Best of Bangtan Sonyeondan -Korea Edition-
| Land/Region  | Auszeichnungen für Musikverkäufe (Land/Region, Auszeichnung, Verkäufe) | Verkäufe |
| ------------ | ---------------------------------------------------------------------- | -------- |
| Japan (RIAJ) | Gold                                                                   | 100.000  |
| Insgesamt    | 1× Gold ·                                                              | 100.000  |

### The Best of Bodan Shonendan -Japan Edition-
| Land/Region  | Auszeichnungen für Musikverkäufe (Land/Region, Auszeichnung, Verkäufe) | Verkäufe |
| ------------ | ---------------------------------------------------------------------- | -------- |
| Japan (RIAJ) | Gold                                                                   | 100.000  |
| Insgesamt    | 1× Gold ·                                                              | 100.000  |

### Love Yourself 承 ‘Her’
| Land/Region                  | Auszeichnungen für Musikverkäufe (Land/Region, Auszeichnung, Verkäufe) | Verkäufe  |
| ---------------------------- | ---------------------------------------------------------------------- | --------- |
| Dänemark (IFPI)              | Gold                                                                   | 10.000    |
| Südkorea (KMCA)              | —                                                                      | 3.001.347 |
| Vereinigte Staaten (RIAA)    | —                                                                      | 32.000    |
| Vereinigtes Königreich (BPI) | Gold                                                                   | 100.000   |
| Insgesamt                    | 2× Gold ·                                                              | 3.143.347 |

### Face Yourself
| Land/Region                  | Auszeichnungen für Musikverkäufe (Land/Region, Auszeichnung, Verkäufe) | Verkäufe |
| ---------------------------- | ---------------------------------------------------------------------- | -------- |
| Japan (RIAJ)                 | 2× Platin                                                              | 500.000  |
| Vereinigte Staaten (RIAA)    | —                                                                      | 12.000   |
| Vereinigtes Königreich (BPI) | Gold                                                                   | 100.000  |
| Insgesamt                    | 1× Gold · 1× Platin ·                                                  | 612.000  |

### Love Yourself 轉 ‘Tear’
| Land/Region                  | Auszeichnungen für Musikverkäufe (Land/Region, Auszeichnung, Verkäufe) | Verkäufe  |
| ---------------------------- | ---------------------------------------------------------------------- | --------- |
| Frankreich (SNEP)            | Gold                                                                   | 50.000    |
| Japan (RIAJ)                 | Gold                                                                   | 197.180   |
| Neuseeland (RMNZ)            | Gold                                                                   | 7.500     |
| Polen (ZPAV)                 | Gold                                                                   | 10.000    |
| Singapur (RIAS)              | Gold                                                                   | 5.000     |
| Südkorea (KMCA)              | 3× Diamant                                                             | 3.000.000 |
| Vereinigte Staaten (RIAA)    | —                                                                      | 212.953   |
| Vereinigtes Königreich (BPI) | Gold                                                                   | 100.000   |
| Insgesamt                    | 6× Gold · 3× Diamant ·                                                 | 3.582.633 |

### Love Yourself 結 ‘Answer’
| Land/Region                  | Auszeichnungen für Musikverkäufe (Land/Region, Auszeichnung, Verkäufe) | Verkäufe  |
| ---------------------------- | ---------------------------------------------------------------------- | --------- |
| Dänemark (IFPI)              | Gold                                                                   | 10.000    |
| Frankreich (SNEP)            | Gold                                                                   | 50.000    |
| Italien (FIMI)               | Gold                                                                   | 25.000    |
| Japan (RIAJ)                 | Gold                                                                   | 100.000   |
| Neuseeland (RMNZ)            | Platin                                                                 | 15.000    |
| Polen (ZPAV)                 | Gold                                                                   | 10.000    |
| Südkorea (KMCA)              | 3× Diamant                                                             | 3.000.000 |
| Ungarn (MAHASZ)              | Gold                                                                   | 2.000     |
| Vereinigte Staaten (RIAA)    | Platin                                                                 | 1.000.000 |
| Vereinigtes Königreich (BPI) | Gold                                                                   | 100.000   |
| Insgesamt                    | 7× Gold · 2× Platin · 3× Diamant ·                                     | 4.312.000 |

### Map of the Soul: Persona
| Land/Region                  | Auszeichnungen für Musikverkäufe (Land/Region, Auszeichnung, Verkäufe) | Verkäufe  |
| ---------------------------- | ---------------------------------------------------------------------- | --------- |
| Belgien (BRMA)               | Gold                                                                   | 10.000    |
| Frankreich (SNEP)            | Gold                                                                   | 50.000    |
| Italien (FIMI)               | Gold                                                                   | 25.000    |
| Japan (RIAJ)                 | Gold                                                                   | 294.589   |
| Neuseeland (RMNZ)            | Gold                                                                   | 7.500     |
| Polen (ZPAV)                 | Platin                                                                 | 20.000    |
| Spanien (Promusicae)         | Gold                                                                   | 20.000    |
| Südkorea (KMCA)              | 4× Diamant                                                             | 4.000.000 |
| Ungarn (MAHASZ)              | Gold                                                                   | 2.000     |
| Vereinigte Staaten (RIAA)    | Gold                                                                   | 500.000   |
| Vereinigtes Königreich (BPI) | Gold                                                                   | 100.000   |
| Insgesamt                    | 9× Gold · 1× Platin · 4× Diamant ·                                     | 5.029.089 |

### BTS World
| Land/Region     | Auszeichnungen für Musikverkäufe (Land/Region, Auszeichnung, Verkäufe) | Verkäufe |
| --------------- | ---------------------------------------------------------------------- | -------- |
| Südkorea (KMCA) | 2× Platin                                                              | 500.000  |
| Insgesamt       | 2× Platin ·                                                            | 500.000  |

### Map of the Soul: 7
| Land/Region                  | Auszeichnungen für Musikverkäufe (Land/Region, Auszeichnung, Verkäufe) | Verkäufe  |
| ---------------------------- | ---------------------------------------------------------------------- | --------- |
| Belgien (BRMA)               | Gold                                                                   | 10.000    |
| Dänemark (IFPI)              | Gold                                                                   | 10.000    |
| Frankreich (SNEP)            | Platin                                                                 | 100.000   |
| Italien (FIMI)               | Gold                                                                   | 25.000    |
| Japan (RIAJ)                 | Platin                                                                 | 455.446   |
| Neuseeland (RMNZ)            | Platin                                                                 | 15.000    |
| Philippinen (PARI)           | Gold                                                                   | 7.500     |
| Polen (ZPAV)                 | Platin                                                                 | 20.000    |
| Spanien (Promusicae)         | Gold                                                                   | 20.000    |
| Südkorea (KMCA)              | 5× Diamant                                                             | 5.000.000 |
| Ungarn (MAHASZ)              | Gold                                                                   | 2.000     |
| Vereinigte Staaten (RIAA)    | Platin                                                                 | 1.000.000 |
| Vereinigtes Königreich (BPI) | Gold                                                                   | 100.000   |
| Insgesamt                    | 7× Gold · 5× Platin · 5× Diamant ·                                     | 6.764.946 |

### Map of the Soul: 7 ~ The Journey ~
| Land/Region                  | Auszeichnungen für Musikverkäufe (Land/Region, Auszeichnung, Verkäufe) | Verkäufe  |
| ---------------------------- | ---------------------------------------------------------------------- | --------- |
| Japan (RIAJ)                 | Diamant                                                                | 1.000.000 |
| Portugal (AFP)               | Gold                                                                   | 7.500     |
| Vereinigtes Königreich (BPI) | Gold                                                                   | 100.000   |
| Insgesamt                    | 2× Gold · 1× Diamant ·                                                 | 1.107.500 |

### Be
| Land/Region                  | Auszeichnungen für Musikverkäufe (Land/Region, Auszeichnung, Verkäufe) | Verkäufe  |
| ---------------------------- | ---------------------------------------------------------------------- | --------- |
| Dänemark (IFPI)              | Gold                                                                   | 10.000    |
| Frankreich (SNEP)            | Gold                                                                   | 50.000    |
| Italien (FIMI)               | Gold                                                                   | 25.000    |
| Japan (RIAJ)                 | Platin                                                                 | 250.000   |
| Neuseeland (RMNZ)            | Gold                                                                   | 7.500     |
| Polen (ZPAV)                 | Gold                                                                   | 10.000    |
| Südkorea (KMCA)              | 3× Diamant                                                             | 3.000.000 |
| Vereinigte Staaten (RIAA)    | Platin                                                                 | 1.000.000 |
| Vereinigtes Königreich (BPI) | Silber                                                                 | 60.000    |
| Insgesamt                    | 1× Silber · 5× Gold · 2× Platin · 3× Diamant ·                         | 4.412.500 |

### BTS, the Best
| Land/Region                  | Auszeichnungen für Musikverkäufe (Land/Region, Auszeichnung, Verkäufe) | Verkäufe  |
| ---------------------------- | ---------------------------------------------------------------------- | --------- |
| Japan (RIAJ)                 | Diamant                                                                | 1.000.000 |
| Vereinigtes Königreich (BPI) | Silber                                                                 | 60.000    |
| Insgesamt                    | 1× Silber · 1× Diamant ·                                               | 1.060.000 |

### Butter
| Land/Region     | Auszeichnungen für Musikverkäufe (Land/Region, Auszeichnung, Verkäufe) | Verkäufe  |
| --------------- | ---------------------------------------------------------------------- | --------- |
| Japan (RIAJ)    | Platin                                                                 | 250.000   |
| Südkorea (KMCA) | 3× Diamant                                                             | 3.000.000 |
| Insgesamt       | 1× Platin · 3× Diamant ·                                               | 3.250.000 |

### Proof
| Land/Region                  | Auszeichnungen für Musikverkäufe (Land/Region, Auszeichnung, Verkäufe) | Verkäufe  |
| ---------------------------- | ---------------------------------------------------------------------- | --------- |
| Frankreich (SNEP)            | Platin                                                                 | 100.000   |
| Italien (FIMI)               | Gold                                                                   | 25.000    |
| Japan (RIAJ)                 | 2× Platin                                                              | 500.000   |
| Kanada (MC)                  | 3× Platin                                                              | 240.000   |
| Neuseeland (RMNZ)            | Platin                                                                 | 15.000    |
| Polen (ZPAV)                 | Gold                                                                   | 10.000    |
| Südkorea (KMCA)              | 3× Diamant                                                             | 3.000.000 |
| Vereinigtes Königreich (BPI) | Gold                                                                   | 100.000   |
| Insgesamt                    | 3× Gold · 7× Platin · 3× Diamant ·                                     | 3.990.000 |

### 2025 BTS Festa: Capsule Album Vol.1
| Land/Region     | Auszeichnungen für Musikverkäufe (Land/Region, Auszeichnung, Verkäufe) | Verkäufe |
| --------------- | ---------------------------------------------------------------------- | -------- |
| Südkorea (KMCA) | Platin                                                                 | 250.000  |
| Insgesamt       | 1× Platin ·                                                            | 250.000  |

## Auszeichnungen nach Singles

### No More Dream
| Land/Region     | Auszeichnungen für Musikverkäufe (Land/Region, Auszeichnung, Verkäufe) | Verkäufe |
| --------------- | ---------------------------------------------------------------------- | -------- |
| Südkorea (KMCA) | —                                                                      | 23.237   |
| Insgesamt       | —                                                                      | 23.237   |

### N.O
| Land/Region     | Auszeichnungen für Musikverkäufe (Land/Region, Auszeichnung, Verkäufe) | Verkäufe |
| --------------- | ---------------------------------------------------------------------- | -------- |
| Südkorea (KMCA) | —                                                                      | 37.720   |
| Insgesamt       | —                                                                      | 37.720   |

### Boy in Luv (상남자)
| Land/Region     | Auszeichnungen für Musikverkäufe (Land/Region, Auszeichnung, Verkäufe) | Verkäufe |
| --------------- | ---------------------------------------------------------------------- | -------- |
| Südkorea (KMCA) | —                                                                      | 204.742  |
| Insgesamt       | —                                                                      | 204.742  |

### Just One Day (하루만)
| Land/Region     | Auszeichnungen für Musikverkäufe (Land/Region, Auszeichnung, Verkäufe) | Verkäufe |
| --------------- | ---------------------------------------------------------------------- | -------- |
| Südkorea (KMCA) | —                                                                      | 9.597    |
| Insgesamt       | —                                                                      | 9.597    |

### Danger
| Land/Region     | Auszeichnungen für Musikverkäufe (Land/Region, Auszeichnung, Verkäufe) | Verkäufe |
| --------------- | ---------------------------------------------------------------------- | -------- |
| Südkorea (KMCA) | —                                                                      | 34.475   |
| Insgesamt       | —                                                                      | 34.475   |

### Run
| Land/Region               | Auszeichnungen für Musikverkäufe (Land/Region, Auszeichnung, Verkäufe) | Verkäufe  |
| ------------------------- | ---------------------------------------------------------------------- | --------- |
| Kanada (MC)               | Platin                                                                 | 80.000    |
| Vereinigte Staaten (RIAA) | Platin                                                                 | 1.000.000 |
| Insgesamt                 | 2× Platin ·                                                            | 1.080.000 |

### Epilogue: Young Forever
| Land/Region     | Auszeichnungen für Musikverkäufe (Land/Region, Auszeichnung, Verkäufe) | Verkäufe |
| --------------- | ---------------------------------------------------------------------- | -------- |
| Südkorea (KMCA) | —                                                                      | 64.086   |
| Insgesamt       | —                                                                      | 64.086   |

### Fire (불타오르네)
| Land/Region     | Auszeichnungen für Musikverkäufe (Land/Region, Auszeichnung, Verkäufe) | Verkäufe |
| --------------- | ---------------------------------------------------------------------- | -------- |
| Südkorea (KMCA) | —                                                                      | 738.893  |
| Insgesamt       | —                                                                      | 738.893  |

### Save Me
| Land/Region               | Auszeichnungen für Musikverkäufe (Land/Region, Auszeichnung, Verkäufe) | Verkäufe |
| ------------------------- | ---------------------------------------------------------------------- | -------- |
| Südkorea (KMCA)           | —                                                                      | 80.857   |
| Vereinigte Staaten (RIAA) | Gold                                                                   | 500.000  |
| Insgesamt                 | 1× Gold ·                                                              | 580.857  |

### Blood Sweat & Tears (피 땀 눈물)
| Land/Region                  | Auszeichnungen für Musikverkäufe (Land/Region, Auszeichnung, Verkäufe) | Verkäufe  |
| ---------------------------- | ---------------------------------------------------------------------- | --------- |
| Südkorea (KMCA)              | —                                                                      | 949.359   |
| Vereinigte Staaten (RIAA)    | Platin                                                                 | 1.000.000 |
| Vereinigtes Königreich (BPI) | Silber                                                                 | 200.000   |
| Insgesamt                    | 1× Silber · 1× Platin ·                                                | 2.149.359 |

### Spring Day (봄날)
| Land/Region               | Auszeichnungen für Musikverkäufe (Land/Region, Auszeichnung, Verkäufe) | Verkäufe  |
| ------------------------- | ---------------------------------------------------------------------- | --------- |
| Südkorea (KMCA)           | —                                                                      | 1.534.438 |
| Vereinigte Staaten (RIAA) | Gold                                                                   | 500.000   |
| Insgesamt                 | 1× Gold ·                                                              | 2.034.438 |

### Not Today
| Land/Region     | Auszeichnungen für Musikverkäufe (Land/Region, Auszeichnung, Verkäufe) | Verkäufe |
| --------------- | ---------------------------------------------------------------------- | -------- |
| Südkorea (KMCA) | —                                                                      | 156.021  |
| Insgesamt       | —                                                                      | 156.021  |

### DNA
| Land/Region                  | Auszeichnungen für Musikverkäufe (Land/Region, Auszeichnung, Verkäufe) | Verkäufe  |
| ---------------------------- | ---------------------------------------------------------------------- | --------- |
| Australien (ARIA)            | Gold                                                                   | 35.000    |
| Südkorea (KMCA)              | —                                                                      | 869.080   |
| Vereinigte Staaten (RIAA)    | Platin                                                                 | 1.000.000 |
| Vereinigtes Königreich (BPI) | Silber                                                                 | 200.000   |
| Insgesamt                    | 1× Silber · 1× Gold · 2× Platin ·                                      | 2.104.080 |

### MIC Drop
| Land/Region                  | Auszeichnungen für Musikverkäufe (Land/Region, Auszeichnung, Verkäufe) | Verkäufe  |
| ---------------------------- | ---------------------------------------------------------------------- | --------- |
| Frankreich (SNEP)            | Gold                                                                   | 100.000   |
| Japan (RIAJ)                 | 2× Platin                                                              | 500.000   |
| Südkorea (KMCA)              | —                                                                      | 337.136   |
| Vereinigte Staaten (RIAA)    | Platin                                                                 | 1.000.000 |
| Vereinigtes Königreich (BPI) | Silber                                                                 | 200.000   |
| Insgesamt                    | 1× Silber · 1× Gold · 3× Platin ·                                      | 2.137.136 |

### MIC Drop (Steve Aoki Remix)
| Land/Region       | Auszeichnungen für Musikverkäufe (Land/Region, Auszeichnung, Verkäufe) | Verkäufe |
| ----------------- | ---------------------------------------------------------------------- | -------- |
| Australien (ARIA) | Gold                                                                   | 35.000   |
| Neuseeland (RMNZ) | Gold                                                                   | 15.000   |
| Südkorea (KMCA)   | —                                                                      | 80.550   |
| Insgesamt         | 2× Gold ·                                                              | 130.550  |

### Don’t Leave Me
| Land/Region     | Auszeichnungen für Musikverkäufe (Land/Region, Auszeichnung, Verkäufe) | Verkäufe |
| --------------- | ---------------------------------------------------------------------- | -------- |
| Brasilien (PMB) | Gold                                                                   | 20.000   |
| Insgesamt       | 1× Gold ·                                                              | 20.000   |

### Fake Love
| Land/Region                  | Auszeichnungen für Musikverkäufe (Land/Region, Auszeichnung, Verkäufe) | Verkäufe  |
| ---------------------------- | ---------------------------------------------------------------------- | --------- |
| Australien (ARIA)            | Gold                                                                   | 35.000    |
| Frankreich (SNEP)            | Gold                                                                   | 100.000   |
| Japan (RIAJ)                 | 2× Platin                                                              | 500.000   |
| Neuseeland (RMNZ)            | Platin                                                                 | 30.000    |
| Südkorea (KMCA)              | Platin                                                                 | 2.500.000 |
| Vereinigte Staaten (RIAA)    | Platin                                                                 | 1.000.000 |
| Vereinigtes Königreich (BPI) | Silber                                                                 | 200.000   |
| Insgesamt                    | 1× Silber · 2× Gold · 5× Platin ·                                      | 4.365.000 |

### Airplane pt. 2
| Land/Region     | Auszeichnungen für Musikverkäufe (Land/Region, Auszeichnung, Verkäufe) | Verkäufe |
| --------------- | ---------------------------------------------------------------------- | -------- |
| Brasilien (PMB) | Gold                                                                   | 20.000   |
| Insgesamt       | 1× Gold ·                                                              | 20.000   |

### Idol
| Land/Region                  | Auszeichnungen für Musikverkäufe (Land/Region, Auszeichnung, Verkäufe) | Verkäufe  |
| ---------------------------- | ---------------------------------------------------------------------- | --------- |
| Australien (ARIA)            | Gold                                                                   | 35.000    |
| Südkorea (KMCA)              | Platin                                                                 | 2.500.000 |
| Vereinigte Staaten (RIAA)    | Platin                                                                 | 1.000.000 |
| Vereinigtes Königreich (BPI) | Silber                                                                 | 200.000   |
| Insgesamt                    | 1× Silber · 1× Gold · 2× Platin ·                                      | 3.735.000 |

### Waste It on Me
| Land/Region               | Auszeichnungen für Musikverkäufe (Land/Region, Auszeichnung, Verkäufe) | Verkäufe |
| ------------------------- | ---------------------------------------------------------------------- | -------- |
| Kanada (MC)               | Platin                                                                 | 80.000   |
| Vereinigte Staaten (RIAA) | Gold                                                                   | 500.000  |
| Insgesamt                 | 1× Gold · 1× Platin ·                                                  | 580.000  |

### Boy with Luv
| Land/Region                  | Auszeichnungen für Musikverkäufe (Land/Region, Auszeichnung, Verkäufe) | Verkäufe  |
| ---------------------------- | ---------------------------------------------------------------------- | --------- |
| Australien (ARIA)            | Platin                                                                 | 70.000    |
| Finnland (IFPI)              | Gold                                                                   | 20.000    |
| Frankreich (SNEP)            | Gold                                                                   | 100.000   |
| Italien (FIMI)               | Gold                                                                   | 35.000    |
| Japan (RIAJ)                 | Diamant                                                                | 1.000.000 |
| Kanada (MC)                  | Gold                                                                   | 40.000    |
| Kolumbien (ASINCOL)          | Gold                                                                   | 5.000     |
| Mexiko (AMPROFON)            | 5× Gold                                                                | 150.000   |
| Neuseeland (RMNZ)            | Platin                                                                 | 30.000    |
| Polen (ZPAV)                 | 2× Diamant                                                             | 500.000   |
| Spanien (Promusicae)         | Gold                                                                   | 30.000    |
| Südkorea (KMCA)              | Platin                                                                 | 2.500.000 |
| Vereinigte Staaten (RIAA)    | Platin                                                                 | 1.000.000 |
| Vereinigtes Königreich (BPI) | Gold                                                                   | 400.000   |
| Insgesamt                    | 8× Gold · 6× Platin · 3× Diamant ·                                     | 5.880.000 |

### Lights
| Land/Region     | Auszeichnungen für Musikverkäufe (Land/Region, Auszeichnung, Verkäufe) | Verkäufe |
| --------------- | ---------------------------------------------------------------------- | -------- |
| Brasilien (PMB) | Platin                                                                 | 40.000   |
| Insgesamt       | 1× Platin ·                                                            | 40.000   |

### Make It Right
| Land/Region       | Auszeichnungen für Musikverkäufe (Land/Region, Auszeichnung, Verkäufe) | Verkäufe |
| ----------------- | ---------------------------------------------------------------------- | -------- |
| Australien (ARIA) | Gold                                                                   | 35.000   |
| Insgesamt         | 1× Gold ·                                                              | 35.000   |

### Black Swan
| Land/Region               | Auszeichnungen für Musikverkäufe (Land/Region, Auszeichnung, Verkäufe) | Verkäufe |
| ------------------------- | ---------------------------------------------------------------------- | -------- |
| Mexiko (AMPROFON)         | Gold                                                                   | 30.000   |
| Vereinigte Staaten (RIAA) | Gold                                                                   | 500.000  |
| Insgesamt                 | 2× Gold ·                                                              | 530.000  |

### On
| Land/Region                  | Auszeichnungen für Musikverkäufe (Land/Region, Auszeichnung, Verkäufe) | Verkäufe |
| ---------------------------- | ---------------------------------------------------------------------- | -------- |
| Australien (ARIA)            | Gold                                                                   | 35.000   |
| Vereinigte Staaten (RIAA)    | Gold                                                                   | 500.000  |
| Vereinigtes Königreich (BPI) | Silber                                                                 | 200.000  |
| Insgesamt                    | 1× Silber · 2× Gold ·                                                  | 735.000  |

### Stay Gold
| Land/Region     | Auszeichnungen für Musikverkäufe (Land/Region, Auszeichnung, Verkäufe) | Verkäufe |
| --------------- | ---------------------------------------------------------------------- | -------- |
| Brasilien (PMB) | Platin                                                                 | 40.000   |
| Japan (RIAJ)    | Gold                                                                   | 100.000  |
| Insgesamt       | 1× Gold · 1× Platin ·                                                  | 140.000  |

### Your Eyes Tell
| Land/Region     | Auszeichnungen für Musikverkäufe (Land/Region, Auszeichnung, Verkäufe) | Verkäufe |
| --------------- | ---------------------------------------------------------------------- | -------- |
| Brasilien (PMB) | Platin                                                                 | 40.000   |
| Insgesamt       | 1× Platin ·                                                            | 40.000   |

### Dynamite
| Land/Region                  | Auszeichnungen für Musikverkäufe (Land/Region, Auszeichnung, Verkäufe) | Verkäufe  |
| ---------------------------- | ---------------------------------------------------------------------- | --------- |
| Australien (ARIA)            | 2× Platin                                                              | 140.000   |
| Belgien (BRMA)               | Platin                                                                 | 40.000    |
| Dänemark (IFPI)              | Platin                                                                 | 90.000    |
| Deutschland (BVMI)           | Gold                                                                   | 200.000   |
| Finnland (IFPI)              | Gold                                                                   | 20.000    |
| Frankreich (SNEP)            | Diamant                                                                | 333.333   |
| Griechenland (IFPI)          | Gold                                                                   | 10.000    |
| Italien (FIMI)               | 2× Platin                                                              | 140.000   |
| Japan (RIAJ)                 | 2× Platin                                                              | 500.000   |
| Kanada (MC)                  | 5× Platin                                                              | 400.000   |
| Mexiko (AMPROFON)            | Gold                                                                   | 30.000    |
| Neuseeland (RMNZ)            | Platin                                                                 | 30.000    |
| Polen (ZPAV)                 | Platin                                                                 | 20.000    |
| Portugal (AFP)               | Platin                                                                 | 10.000    |
| Spanien (Promusicae)         | 2× Platin                                                              | 120.000   |
| Vereinigte Staaten (RIAA)    | 5× Platin                                                              | 5.000.000 |
| Vereinigtes Königreich (BPI) | Platin                                                                 | 600.000   |
| Insgesamt                    | 4× Gold · 24× Platin · 1× Diamant ·                                    | 7.683.333 |

### Life Goes On
| Land/Region               | Auszeichnungen für Musikverkäufe (Land/Region, Auszeichnung, Verkäufe) | Verkäufe |
| ------------------------- | ---------------------------------------------------------------------- | -------- |
| Vereinigte Staaten (RIAA) | Gold                                                                   | 500.000  |
| Insgesamt                 | 1× Gold ·                                                              | 500.000  |

### Film Out
| Land/Region     | Auszeichnungen für Musikverkäufe (Land/Region, Auszeichnung, Verkäufe) | Verkäufe |
| --------------- | ---------------------------------------------------------------------- | -------- |
| Brasilien (PMB) | Platin                                                                 | 40.000   |
| Insgesamt       | 1× Platin ·                                                            | 40.000   |

### Butter
| Land/Region                  | Auszeichnungen für Musikverkäufe (Land/Region, Auszeichnung, Verkäufe) | Verkäufe  |
| ---------------------------- | ---------------------------------------------------------------------- | --------- |
| Frankreich (SNEP)            | Platin                                                                 | 200.000   |
| Italien (FIMI)               | Gold                                                                   | 35.000    |
| Japan (RIAJ)                 | Platin                                                                 | 250.000   |
| Kanada (MC)                  | 3× Platin                                                              | 240.000   |
| Neuseeland (RMNZ)            | Gold                                                                   | 15.000    |
| Portugal (AFP)               | Gold                                                                   | 5.000     |
| Spanien (Promusicae)         | Gold                                                                   | 20.000    |
| Vereinigte Staaten (RIAA)    | 2× Platin                                                              | 2.000.000 |
| Vereinigtes Königreich (BPI) | Gold                                                                   | 400.000   |
| Insgesamt                    | 5× Gold · 7× Platin ·                                                  | 3.165.000 |

### Permission to Dance
| Land/Region                  | Auszeichnungen für Musikverkäufe (Land/Region, Auszeichnung, Verkäufe) | Verkäufe |
| ---------------------------- | ---------------------------------------------------------------------- | -------- |
| Japan (RIAJ)                 | Gold                                                                   | 100.000  |
| Vereinigte Staaten (RIAA)    | Gold                                                                   | 500.000  |
| Vereinigtes Königreich (BPI) | Silber                                                                 | 200.000  |
| Insgesamt                    | 1× Silber · 2× Gold ·                                                  | 800.000  |

### My Universe
| Land/Region                  | Auszeichnungen für Musikverkäufe (Land/Region, Auszeichnung, Verkäufe) | Verkäufe  |
| ---------------------------- | ---------------------------------------------------------------------- | --------- |
| Australien (ARIA)            | Platin                                                                 | 70.000    |
| Brasilien (PMB)              | Diamant                                                                | 160.000   |
| Dänemark (IFPI)              | Platin                                                                 | 90.000    |
| Deutschland (BVMI)           | Gold                                                                   | 200.000   |
| Frankreich (SNEP)            | Diamant                                                                | 333.333   |
| Italien (FIMI)               | 2× Platin                                                              | 200.000   |
| Kanada (MC)                  | 2× Platin                                                              | 160.000   |
| Neuseeland (RMNZ)            | Platin                                                                 | 30.000    |
| Österreich (IFPI)            | 2× Platin                                                              | 30.000    |
| Polen (ZPAV)                 | Platin                                                                 | 50.000    |
| Portugal (AFP)               | 2× Platin                                                              | 20.000    |
| Schweden (IFPI)              | Platin                                                                 | 80.000    |
| Schweiz (IFPI)               | 2× Platin                                                              | 40.000    |
| Spanien (Promusicae)         | 2× Platin                                                              | 120.000   |
| Vereinigte Staaten (RIAA)    | Platin                                                                 | 1.000.000 |
| Vereinigtes Königreich (BPI) | Platin                                                                 | 600.000   |
| Insgesamt                    | 1× Gold · 18× Platin · 2× Diamant ·                                    | 3.183.333 |

### Yet to Come (The Most Beautiful Moment)
| Land/Region | Auszeichnungen für Musikverkäufe (Land/Region, Auszeichnung, Verkäufe) | Verkäufe |
| ----------- | ---------------------------------------------------------------------- | -------- |
| Kanada (MC) | Gold                                                                   | 40.000   |
| Insgesamt   | 1× Gold ·                                                              | 40.000   |

### Bad Decisions
| Land/Region               | Auszeichnungen für Musikverkäufe (Land/Region, Auszeichnung, Verkäufe) | Verkäufe |
| ------------------------- | ---------------------------------------------------------------------- | -------- |
| Brasilien (PMB)           | Platin                                                                 | 40.000   |
| Kanada (MC)               | Gold                                                                   | 40.000   |
| Vereinigte Staaten (RIAA) | Gold                                                                   | 500.000  |
| Insgesamt                 | 2× Gold · 1× Platin ·                                                  | 580.000  |

## Auszeichnungen nach Liedern

### Satoori Rap (팔도강산)
| Land/Region     | Auszeichnungen für Musikverkäufe (Land/Region, Auszeichnung, Verkäufe) | Verkäufe |
| --------------- | ---------------------------------------------------------------------- | -------- |
| Südkorea (KMCA) | —                                                                      | 4.326    |
| Insgesamt       | —                                                                      | 4.326    |

### We On
| Land/Region     | Auszeichnungen für Musikverkäufe (Land/Region, Auszeichnung, Verkäufe) | Verkäufe |
| --------------- | ---------------------------------------------------------------------- | -------- |
| Südkorea (KMCA) | —                                                                      | 3.590    |
| Insgesamt       | —                                                                      | 3.590    |

### If I Ruled the World
| Land/Region     | Auszeichnungen für Musikverkäufe (Land/Region, Auszeichnung, Verkäufe) | Verkäufe |
| --------------- | ---------------------------------------------------------------------- | -------- |
| Südkorea (KMCA) | —                                                                      | 3.478    |
| Insgesamt       | —                                                                      | 3.478    |

### Attack on Bangtan (진격의 방탄)
| Land/Region     | Auszeichnungen für Musikverkäufe (Land/Region, Auszeichnung, Verkäufe) | Verkäufe |
| --------------- | ---------------------------------------------------------------------- | -------- |
| Südkorea (KMCA) | —                                                                      | 3.769    |
| Insgesamt       | —                                                                      | 3.769    |

### Where You From (어디에서 왔는지)
| Land/Region     | Auszeichnungen für Musikverkäufe (Land/Region, Auszeichnung, Verkäufe) | Verkäufe |
| --------------- | ---------------------------------------------------------------------- | -------- |
| Südkorea (KMCA) | —                                                                      | 8.449    |
| Insgesamt       | —                                                                      | 8.449    |

### Tomorrow
| Land/Region     | Auszeichnungen für Musikverkäufe (Land/Region, Auszeichnung, Verkäufe) | Verkäufe |
| --------------- | ---------------------------------------------------------------------- | -------- |
| Südkorea (KMCA) | —                                                                      | 6.808    |
| Insgesamt       | —                                                                      | 6.808    |

### Jump
| Land/Region     | Auszeichnungen für Musikverkäufe (Land/Region, Auszeichnung, Verkäufe) | Verkäufe |
| --------------- | ---------------------------------------------------------------------- | -------- |
| Südkorea (KMCA) | —                                                                      | 6.320    |
| Insgesamt       | —                                                                      | 6.320    |

### Spine Breaker (등골브레이커)
| Land/Region     | Auszeichnungen für Musikverkäufe (Land/Region, Auszeichnung, Verkäufe) | Verkäufe |
| --------------- | ---------------------------------------------------------------------- | -------- |
| Südkorea (KMCA) | —                                                                      | 6.027    |
| Insgesamt       | —                                                                      | 6.027    |

### BTS Cypher Pt. 2: Triptych
| Land/Region     | Auszeichnungen für Musikverkäufe (Land/Region, Auszeichnung, Verkäufe) | Verkäufe |
| --------------- | ---------------------------------------------------------------------- | -------- |
| Südkorea (KMCA) | —                                                                      | 5.606    |
| Insgesamt       | —                                                                      | 5.606    |

### Outro: Propose
| Land/Region     | Auszeichnungen für Musikverkäufe (Land/Region, Auszeichnung, Verkäufe) | Verkäufe |
| --------------- | ---------------------------------------------------------------------- | -------- |
| Südkorea (KMCA) | —                                                                      | 4.977    |
| Insgesamt       | —                                                                      | 4.977    |

### Intro: Skool Luv Affair
| Land/Region     | Auszeichnungen für Musikverkäufe (Land/Region, Auszeichnung, Verkäufe) | Verkäufe |
| --------------- | ---------------------------------------------------------------------- | -------- |
| Südkorea (KMCA) | —                                                                      | 4.595    |
| Insgesamt       | —                                                                      | 4.595    |

### Skit: Soulmate
| Land/Region     | Auszeichnungen für Musikverkäufe (Land/Region, Auszeichnung, Verkäufe) | Verkäufe |
| --------------- | ---------------------------------------------------------------------- | -------- |
| Südkorea (KMCA) | —                                                                      | 3.848    |
| Insgesamt       | —                                                                      | 3.848    |

### Slow Jam Remix (좋아요)
| Land/Region     | Auszeichnungen für Musikverkäufe (Land/Region, Auszeichnung, Verkäufe) | Verkäufe |
| --------------- | ---------------------------------------------------------------------- | -------- |
| Südkorea (KMCA) | —                                                                      | 7.080    |
| Insgesamt       | —                                                                      | 7.080    |

### Rain
| Land/Region     | Auszeichnungen für Musikverkäufe (Land/Region, Auszeichnung, Verkäufe) | Verkäufe |
| --------------- | ---------------------------------------------------------------------- | -------- |
| Südkorea (KMCA) | —                                                                      | 11.565   |
| Insgesamt       | —                                                                      | 11.565   |

### Blanket Kick (이불킥)
| Land/Region     | Auszeichnungen für Musikverkäufe (Land/Region, Auszeichnung, Verkäufe) | Verkäufe |
| --------------- | ---------------------------------------------------------------------- | -------- |
| Südkorea (KMCA) | —                                                                      | 11.565   |
| Insgesamt       | —                                                                      | 11.565   |

### Let Me Know
| Land/Region     | Auszeichnungen für Musikverkäufe (Land/Region, Auszeichnung, Verkäufe) | Verkäufe |
| --------------- | ---------------------------------------------------------------------- | -------- |
| Südkorea (KMCA) | —                                                                      | 10.338   |
| Insgesamt       | —                                                                      | 10.338   |

### 24/7=Heaven
| Land/Region     | Auszeichnungen für Musikverkäufe (Land/Region, Auszeichnung, Verkäufe) | Verkäufe |
| --------------- | ---------------------------------------------------------------------- | -------- |
| Südkorea (KMCA) | —                                                                      | 10.505   |
| Insgesamt       | —                                                                      | 10.505   |

### Look Here (여기 봐)
| Land/Region     | Auszeichnungen für Musikverkäufe (Land/Region, Auszeichnung, Verkäufe) | Verkäufe |
| --------------- | ---------------------------------------------------------------------- | -------- |
| Südkorea (KMCA) | —                                                                      | 10.370   |
| Insgesamt       | —                                                                      | 10.370   |

### Would You Turn off Your cellphone? (핸드폰 좀 꺼줄래)
| Land/Region     | Auszeichnungen für Musikverkäufe (Land/Region, Auszeichnung, Verkäufe) | Verkäufe |
| --------------- | ---------------------------------------------------------------------- | -------- |
| Südkorea (KMCA) | —                                                                      | 10.158   |
| Insgesamt       | —                                                                      | 10.158   |

### 2nd Grade (2학년)
| Land/Region     | Auszeichnungen für Musikverkäufe (Land/Region, Auszeichnung, Verkäufe) | Verkäufe |
| --------------- | ---------------------------------------------------------------------- | -------- |
| Südkorea (KMCA) | —                                                                      | 9.350    |
| Insgesamt       | —                                                                      | 9.350    |

### Hip Hop Lover (힙합성애자)
| Land/Region     | Auszeichnungen für Musikverkäufe (Land/Region, Auszeichnung, Verkäufe) | Verkäufe |
| --------------- | ---------------------------------------------------------------------- | -------- |
| Südkorea (KMCA) | —                                                                      | 9.102    |
| Insgesamt       | —                                                                      | 9.102    |

### BTS Cypher Pt. 3: Killer
| Land/Region     | Auszeichnungen für Musikverkäufe (Land/Region, Auszeichnung, Verkäufe) | Verkäufe |
| --------------- | ---------------------------------------------------------------------- | -------- |
| Südkorea (KMCA) | —                                                                      | 8.707    |
| Insgesamt       | —                                                                      | 8.707    |

### Intro: What Am I to You
| Land/Region     | Auszeichnungen für Musikverkäufe (Land/Region, Auszeichnung, Verkäufe) | Verkäufe |
| --------------- | ---------------------------------------------------------------------- | -------- |
| Südkorea (KMCA) | —                                                                      | 7.785    |
| Insgesamt       | —                                                                      | 7.785    |

### Outro: Does That Make Sense? Outro: (그게 말이 돼?)
| Land/Region     | Auszeichnungen für Musikverkäufe (Land/Region, Auszeichnung, Verkäufe) | Verkäufe |
| --------------- | ---------------------------------------------------------------------- | -------- |
| Südkorea (KMCA) | —                                                                      | 7.754    |
| Insgesamt       | —                                                                      | 7.754    |

### Interlude: What Are You Doing Interlude: (뭐해)
| Land/Region     | Auszeichnungen für Musikverkäufe (Land/Region, Auszeichnung, Verkäufe) | Verkäufe |
| --------------- | ---------------------------------------------------------------------- | -------- |
| Südkorea (KMCA) | —                                                                      | 7.376    |
| Insgesamt       | —                                                                      | 7.376    |

### Butterfly (Prologue Mix)
| Land/Region     | Auszeichnungen für Musikverkäufe (Land/Region, Auszeichnung, Verkäufe) | Verkäufe |
| --------------- | ---------------------------------------------------------------------- | -------- |
| Südkorea (KMCA) | —                                                                      | 44.247   |
| Insgesamt       | —                                                                      | 44.247   |

### Love Is Not Over
| Land/Region     | Auszeichnungen für Musikverkäufe (Land/Region, Auszeichnung, Verkäufe) | Verkäufe |
| --------------- | ---------------------------------------------------------------------- | -------- |
| Südkorea (KMCA) | —                                                                      | 40.996   |
| Insgesamt       | —                                                                      | 40.996   |

### House of Cards
| Land/Region     | Auszeichnungen für Musikverkäufe (Land/Region, Auszeichnung, Verkäufe) | Verkäufe |
| --------------- | ---------------------------------------------------------------------- | -------- |
| Südkorea (KMCA) | —                                                                      | 40.749   |
| Insgesamt       | —                                                                      | 40.749   |

### Run (Ballad Mix)
| Land/Region     | Auszeichnungen für Musikverkäufe (Land/Region, Auszeichnung, Verkäufe) | Verkäufe |
| --------------- | ---------------------------------------------------------------------- | -------- |
| Südkorea (KMCA) | —                                                                      | 36.124   |
| Insgesamt       | —                                                                      | 36.124   |

### I Need U (Urban Mix)
| Land/Region     | Auszeichnungen für Musikverkäufe (Land/Region, Auszeichnung, Verkäufe) | Verkäufe |
| --------------- | ---------------------------------------------------------------------- | -------- |
| Südkorea (KMCA) | —                                                                      | 30.036   |
| Insgesamt       | —                                                                      | 30.036   |

### I Need U (Remix)
| Land/Region     | Auszeichnungen für Musikverkäufe (Land/Region, Auszeichnung, Verkäufe) | Verkäufe |
| --------------- | ---------------------------------------------------------------------- | -------- |
| Südkorea (KMCA) | —                                                                      | 24.857   |
| Insgesamt       | —                                                                      | 24.857   |

### Run (Alternative Mix)
| Land/Region     | Auszeichnungen für Musikverkäufe (Land/Region, Auszeichnung, Verkäufe) | Verkäufe |
| --------------- | ---------------------------------------------------------------------- | -------- |
| Südkorea (KMCA) | —                                                                      | 22.709   |
| Insgesamt       | —                                                                      | 22.709   |

### Butterfly (Alternative Mix)
| Land/Region     | Auszeichnungen für Musikverkäufe (Land/Region, Auszeichnung, Verkäufe) | Verkäufe |
| --------------- | ---------------------------------------------------------------------- | -------- |
| Südkorea (KMCA) | —                                                                      | 23.073   |
| Insgesamt       | —                                                                      | 23.073   |

### Lie
| Land/Region     | Auszeichnungen für Musikverkäufe (Land/Region, Auszeichnung, Verkäufe) | Verkäufe |
| --------------- | ---------------------------------------------------------------------- | -------- |
| Südkorea (KMCA) | —                                                                      | 114.691  |
| Insgesamt       | —                                                                      | 114.691  |

### Stigma
| Land/Region     | Auszeichnungen für Musikverkäufe (Land/Region, Auszeichnung, Verkäufe) | Verkäufe |
| --------------- | ---------------------------------------------------------------------- | -------- |
| Südkorea (KMCA) | —                                                                      | 96.222   |
| Insgesamt       | —                                                                      | 96.222   |

### Begin
| Land/Region     | Auszeichnungen für Musikverkäufe (Land/Region, Auszeichnung, Verkäufe) | Verkäufe |
| --------------- | ---------------------------------------------------------------------- | -------- |
| Südkorea (KMCA) | —                                                                      | 90.526   |
| Insgesamt       | —                                                                      | 90.526   |

### Lost
| Land/Region     | Auszeichnungen für Musikverkäufe (Land/Region, Auszeichnung, Verkäufe) | Verkäufe |
| --------------- | ---------------------------------------------------------------------- | -------- |
| Südkorea (KMCA) | —                                                                      | 97.315   |
| Insgesamt       | —                                                                      | 97.315   |

### 21st Century Girl (21세기 소녀)
| Land/Region     | Auszeichnungen für Musikverkäufe (Land/Region, Auszeichnung, Verkäufe) | Verkäufe |
| --------------- | ---------------------------------------------------------------------- | -------- |
| Südkorea (KMCA) | —                                                                      | 104.453  |
| Insgesamt       | —                                                                      | 104.453  |

### Awake
| Land/Region     | Auszeichnungen für Musikverkäufe (Land/Region, Auszeichnung, Verkäufe) | Verkäufe |
| --------------- | ---------------------------------------------------------------------- | -------- |
| Südkorea (KMCA) | —                                                                      | 90.778   |
| Insgesamt       | —                                                                      | 90.778   |

### First Love
| Land/Region     | Auszeichnungen für Musikverkäufe (Land/Region, Auszeichnung, Verkäufe) | Verkäufe |
| --------------- | ---------------------------------------------------------------------- | -------- |
| Südkorea (KMCA) | —                                                                      | 88.562   |
| Insgesamt       | —                                                                      | 88.562   |

### 2! 3! (둘! 셋! (그래도 좋은 날이 더 많기를))
| Land/Region     | Auszeichnungen für Musikverkäufe (Land/Region, Auszeichnung, Verkäufe) | Verkäufe |
| --------------- | ---------------------------------------------------------------------- | -------- |
| Südkorea (KMCA) | —                                                                      | 88.589   |
| Insgesamt       | —                                                                      | 88.589   |

### Am I Wrong
| Land/Region     | Auszeichnungen für Musikverkäufe (Land/Region, Auszeichnung, Verkäufe) | Verkäufe |
| --------------- | ---------------------------------------------------------------------- | -------- |
| Südkorea (KMCA) | —                                                                      | 93.244   |
| Insgesamt       | —                                                                      | 93.244   |

### Mama
| Land/Region     | Auszeichnungen für Musikverkäufe (Land/Region, Auszeichnung, Verkäufe) | Verkäufe |
| --------------- | ---------------------------------------------------------------------- | -------- |
| Südkorea (KMCA) | —                                                                      | 83.332   |
| Insgesamt       | —                                                                      | 83.332   |

### Reflection
| Land/Region     | Auszeichnungen für Musikverkäufe (Land/Region, Auszeichnung, Verkäufe) | Verkäufe |
| --------------- | ---------------------------------------------------------------------- | -------- |
| Südkorea (KMCA) | —                                                                      | 82.068   |
| Insgesamt       | —                                                                      | 82.068   |

### BTS Cypher 4
| Land/Region     | Auszeichnungen für Musikverkäufe (Land/Region, Auszeichnung, Verkäufe) | Verkäufe |
| --------------- | ---------------------------------------------------------------------- | -------- |
| Südkorea (KMCA) | —                                                                      | 77.852   |
| Insgesamt       | —                                                                      | 77.852   |

### A Supplementary Story: You Never Walk Alone
| Land/Region     | Auszeichnungen für Musikverkäufe (Land/Region, Auszeichnung, Verkäufe) | Verkäufe |
| --------------- | ---------------------------------------------------------------------- | -------- |
| Südkorea (KMCA) | —                                                                      | 87.532   |
| Insgesamt       | —                                                                      | 87.532   |

### Outro: Wings
| Land/Region     | Auszeichnungen für Musikverkäufe (Land/Region, Auszeichnung, Verkäufe) | Verkäufe |
| --------------- | ---------------------------------------------------------------------- | -------- |
| Südkorea (KMCA) | —                                                                      | 78.261   |
| Insgesamt       | —                                                                      | 78.261   |

### Best of Me
| Land/Region     | Auszeichnungen für Musikverkäufe (Land/Region, Auszeichnung, Verkäufe) | Verkäufe |
| --------------- | ---------------------------------------------------------------------- | -------- |
| Südkorea (KMCA) | —                                                                      | 227.454  |
| Insgesamt       | —                                                                      | 227.454  |

### Dimple (보조개)
| Land/Region     | Auszeichnungen für Musikverkäufe (Land/Region, Auszeichnung, Verkäufe) | Verkäufe |
| --------------- | ---------------------------------------------------------------------- | -------- |
| Südkorea (KMCA) | —                                                                      | 119.469  |
| Insgesamt       | —                                                                      | 119.469  |

### Pied Piper
| Land/Region     | Auszeichnungen für Musikverkäufe (Land/Region, Auszeichnung, Verkäufe) | Verkäufe |
| --------------- | ---------------------------------------------------------------------- | -------- |
| Südkorea (KMCA) | —                                                                      | 106.966  |
| Insgesamt       | —                                                                      | 106.966  |

### Go (고민보다)
| Land/Region     | Auszeichnungen für Musikverkäufe (Land/Region, Auszeichnung, Verkäufe) | Verkäufe |
| --------------- | ---------------------------------------------------------------------- | -------- |
| Südkorea (KMCA) | —                                                                      | 434.749  |
| Insgesamt       | —                                                                      | 434.749  |

### Let Go
| Land/Region     | Auszeichnungen für Musikverkäufe (Land/Region, Auszeichnung, Verkäufe) | Verkäufe |
| --------------- | ---------------------------------------------------------------------- | -------- |
| Brasilien (PMB) | Gold                                                                   | 20.000   |
| Insgesamt       | 1× Gold ·                                                              | 20.000   |

### Who
| Land/Region               | Auszeichnungen für Musikverkäufe (Land/Region, Auszeichnung, Verkäufe) | Verkäufe |
| ------------------------- | ---------------------------------------------------------------------- | -------- |
| Vereinigte Staaten (RIAA) | Gold                                                                   | 500.000  |
| Insgesamt                 | 1× Gold ·                                                              | 500.000  |

## Auszeichnungen nach Musikstreaming

### I Need U
| Land/Region  | Auszeichnungen für Musikverkäufe (Land/Region, Auszeichnung, Verkäufe) | Verkäufe   |
| ------------ | ---------------------------------------------------------------------- | ---------- |
| Japan (RIAJ) | Gold                                                                   | 50.000.000 |
| Insgesamt    | 1× Gold ·                                                              | 50.000.000 |

### Dope (쩔어)
| Land/Region  | Auszeichnungen für Musikverkäufe (Land/Region, Auszeichnung, Verkäufe) | Verkäufe   |
| ------------ | ---------------------------------------------------------------------- | ---------- |
| Japan (RIAJ) | Gold                                                                   | 50.000.000 |
| Insgesamt    | 1× Gold ·                                                              | 50.000.000 |

### Run
| Land/Region  | Auszeichnungen für Musikverkäufe (Land/Region, Auszeichnung, Verkäufe) | Verkäufe   |
| ------------ | ---------------------------------------------------------------------- | ---------- |
| Japan (RIAJ) | Gold                                                                   | 50.000.000 |
| Insgesamt    | 1× Gold ·                                                              | 50.000.000 |

### Fire (불타오르네)
| Land/Region  | Auszeichnungen für Musikverkäufe (Land/Region, Auszeichnung, Verkäufe) | Verkäufe   |
| ------------ | ---------------------------------------------------------------------- | ---------- |
| Japan (RIAJ) | Gold                                                                   | 50.000.000 |
| Insgesamt    | 1× Gold ·                                                              | 50.000.000 |

### Save Me
| Land/Region  | Auszeichnungen für Musikverkäufe (Land/Region, Auszeichnung, Verkäufe) | Verkäufe   |
| ------------ | ---------------------------------------------------------------------- | ---------- |
| Japan (RIAJ) | Gold                                                                   | 50.000.000 |
| Insgesamt    | 1× Gold ·                                                              | 50.000.000 |

### Blood Sweat & Tears (피 땀 눈물) / Chi, Ase, Namida
| Land/Region  | Auszeichnungen für Musikverkäufe (Land/Region, Auszeichnung, Verkäufe) | Verkäufe   |
| ------------ | ---------------------------------------------------------------------- | ---------- |
| Japan (RIAJ) | Gold · + Silber (Japanische Version)                                   | 80.000.000 |
| Insgesamt    | 1× Silber · 1× Gold ·                                                  | 80.000.000 |

### Spring Day (봄날)
| Land/Region  | Auszeichnungen für Musikverkäufe (Land/Region, Auszeichnung, Verkäufe) | Verkäufe    |
| ------------ | ---------------------------------------------------------------------- | ----------- |
| Japan (RIAJ) | Platin                                                                 | 100.000.000 |
| Insgesamt    | 1× Platin ·                                                            | 100.000.000 |

### Not Today
| Land/Region  | Auszeichnungen für Musikverkäufe (Land/Region, Auszeichnung, Verkäufe) | Verkäufe   |
| ------------ | ---------------------------------------------------------------------- | ---------- |
| Japan (RIAJ) | Gold                                                                   | 50.000.000 |
| Insgesamt    | 1× Gold ·                                                              | 50.000.000 |

### DNA
| Land/Region  | Auszeichnungen für Musikverkäufe (Land/Region, Auszeichnung, Verkäufe) | Verkäufe    |
| ------------ | ---------------------------------------------------------------------- | ----------- |
| Japan (RIAJ) | Platin · + Silber (Japanische Version)                                 | 130.000.000 |
| Insgesamt    | 1× Silber · 1× Platin ·                                                | 130.000.000 |

### MIC Drop
| Land/Region  | Auszeichnungen für Musikverkäufe (Land/Region, Auszeichnung, Verkäufe) | Verkäufe   |
| ------------ | ---------------------------------------------------------------------- | ---------- |
| Japan (RIAJ) | Gold                                                                   | 50.000.000 |
| Insgesamt    | 1× Gold ·                                                              | 50.000.000 |

### Crystal Snow
| Land/Region  | Auszeichnungen für Musikverkäufe (Land/Region, Auszeichnung, Verkäufe) | Verkäufe   |
| ------------ | ---------------------------------------------------------------------- | ---------- |
| Japan (RIAJ) | Gold                                                                   | 50.000.000 |
| Insgesamt    | 1× Gold ·                                                              | 50.000.000 |

### Best of Me
| Land/Region  | Auszeichnungen für Musikverkäufe (Land/Region, Auszeichnung, Verkäufe) | Verkäufe   |
| ------------ | ---------------------------------------------------------------------- | ---------- |
| Japan (RIAJ) | Gold                                                                   | 50.000.000 |
| Insgesamt    | 1× Gold ·                                                              | 50.000.000 |

### Dimple (보조개)
| Land/Region  | Auszeichnungen für Musikverkäufe (Land/Region, Auszeichnung, Verkäufe) | Verkäufe   |
| ------------ | ---------------------------------------------------------------------- | ---------- |
| Japan (RIAJ) | Gold                                                                   | 50.000.000 |
| Insgesamt    | 1× Gold ·                                                              | 50.000.000 |

### Go (고민보다)
| Land/Region  | Auszeichnungen für Musikverkäufe (Land/Region, Auszeichnung, Verkäufe) | Verkäufe   |
| ------------ | ---------------------------------------------------------------------- | ---------- |
| Japan (RIAJ) | Gold                                                                   | 50.000.000 |
| Insgesamt    | 1× Gold ·                                                              | 50.000.000 |

### Don’t Leave Me
| Land/Region  | Auszeichnungen für Musikverkäufe (Land/Region, Auszeichnung, Verkäufe) | Verkäufe   |
| ------------ | ---------------------------------------------------------------------- | ---------- |
| Japan (RIAJ) | Gold                                                                   | 50.000.000 |
| Insgesamt    | 1× Gold ·                                                              | 50.000.000 |

### Let Go
| Land/Region  | Auszeichnungen für Musikverkäufe (Land/Region, Auszeichnung, Verkäufe) | Verkäufe   |
| ------------ | ---------------------------------------------------------------------- | ---------- |
| Japan (RIAJ) | Gold                                                                   | 50.000.000 |
| Insgesamt    | 1× Gold ·                                                              | 50.000.000 |

### Magic Shop
| Land/Region  | Auszeichnungen für Musikverkäufe (Land/Region, Auszeichnung, Verkäufe) | Verkäufe   |
| ------------ | ---------------------------------------------------------------------- | ---------- |
| Japan (RIAJ) | Gold                                                                   | 50.000.000 |
| Insgesamt    | 1× Gold ·                                                              | 50.000.000 |

### Anpanman
| Land/Region  | Auszeichnungen für Musikverkäufe (Land/Region, Auszeichnung, Verkäufe) | Verkäufe   |
| ------------ | ---------------------------------------------------------------------- | ---------- |
| Japan (RIAJ) | Gold                                                                   | 50.000.000 |
| Insgesamt    | 1× Gold ·                                                              | 50.000.000 |

### Fake Love
| Land/Region     | Auszeichnungen für Musikverkäufe (Land/Region, Auszeichnung, Verkäufe) | Verkäufe    |
| --------------- | ---------------------------------------------------------------------- | ----------- |
| Japan (RIAJ)    | Platin                                                                 | 100.000.000 |
| Südkorea (KMCA) | Platin                                                                 | 100.000.000 |
| Insgesamt       | 2× Platin ·                                                            | 200.000.000 |

### Euphoria
| Land/Region  | Auszeichnungen für Musikverkäufe (Land/Region, Auszeichnung, Verkäufe) | Verkäufe    |
| ------------ | ---------------------------------------------------------------------- | ----------- |
| Japan (RIAJ) | Platin                                                                 | 100.000.000 |
| Insgesamt    | 1× Platin ·                                                            | 100.000.000 |

### I’m Fine
| Land/Region  | Auszeichnungen für Musikverkäufe (Land/Region, Auszeichnung, Verkäufe) | Verkäufe   |
| ------------ | ---------------------------------------------------------------------- | ---------- |
| Japan (RIAJ) | Gold                                                                   | 50.000.000 |
| Insgesamt    | 1× Gold ·                                                              | 50.000.000 |

### Answer: Love Myself
| Land/Region  | Auszeichnungen für Musikverkäufe (Land/Region, Auszeichnung, Verkäufe) | Verkäufe   |
| ------------ | ---------------------------------------------------------------------- | ---------- |
| Japan (RIAJ) | Gold                                                                   | 50.000.000 |
| Insgesamt    | 1× Gold ·                                                              | 50.000.000 |

### Idol
| Land/Region     | Auszeichnungen für Musikverkäufe (Land/Region, Auszeichnung, Verkäufe) | Verkäufe    |
| --------------- | ---------------------------------------------------------------------- | ----------- |
| Japan (RIAJ)    | Platin                                                                 | 100.000.000 |
| Südkorea (KMCA) | Platin                                                                 | 100.000.000 |
| Insgesamt       | 2× Platin ·                                                            | 200.000.000 |

### Boy with Luv
| Land/Region     | Auszeichnungen für Musikverkäufe (Land/Region, Auszeichnung, Verkäufe) | Verkäufe    |
| --------------- | ---------------------------------------------------------------------- | ----------- |
| Japan (RIAJ)    | 2× Platin · + Gold (Japanische Version)                                | 250.000.000 |
| Südkorea (KMCA) | 3× Platin                                                              | 300.000.000 |
| Insgesamt       | 1× Gold · 5× Platin ·                                                  | 550.000.000 |

### Mikrokosmos (소우주)
| Land/Region  | Auszeichnungen für Musikverkäufe (Land/Region, Auszeichnung, Verkäufe) | Verkäufe   |
| ------------ | ---------------------------------------------------------------------- | ---------- |
| Japan (RIAJ) | Gold                                                                   | 50.000.000 |
| Insgesamt    | 1× Gold ·                                                              | 50.000.000 |

### Make It Right
| Land/Region  | Auszeichnungen für Musikverkäufe (Land/Region, Auszeichnung, Verkäufe) | Verkäufe   |
| ------------ | ---------------------------------------------------------------------- | ---------- |
| Japan (RIAJ) | Gold                                                                   | 50.000.000 |
| Insgesamt    | 1× Gold ·                                                              | 50.000.000 |

### Dionysus
| Land/Region  | Auszeichnungen für Musikverkäufe (Land/Region, Auszeichnung, Verkäufe) | Verkäufe   |
| ------------ | ---------------------------------------------------------------------- | ---------- |
| Japan (RIAJ) | Gold                                                                   | 50.000.000 |
| Insgesamt    | 1× Gold ·                                                              | 50.000.000 |

### Lights
| Land/Region  | Auszeichnungen für Musikverkäufe (Land/Region, Auszeichnung, Verkäufe) | Verkäufe    |
| ------------ | ---------------------------------------------------------------------- | ----------- |
| Japan (RIAJ) | Platin                                                                 | 100.000.000 |
| Insgesamt    | 1× Platin ·                                                            | 100.000.000 |

### Black Swan
| Land/Region  | Auszeichnungen für Musikverkäufe (Land/Region, Auszeichnung, Verkäufe) | Verkäufe   |
| ------------ | ---------------------------------------------------------------------- | ---------- |
| Japan (RIAJ) | Gold                                                                   | 50.000.000 |
| Insgesamt    | 1× Gold ·                                                              | 50.000.000 |

### On
| Land/Region     | Auszeichnungen für Musikverkäufe (Land/Region, Auszeichnung, Verkäufe) | Verkäufe    |
| --------------- | ---------------------------------------------------------------------- | ----------- |
| Japan (RIAJ)    | Platin                                                                 | 100.000.000 |
| Südkorea (KMCA) | Platin                                                                 | 100.000.000 |
| Insgesamt       | 2× Platin ·                                                            | 200.000.000 |

### Friends (친구)
| Land/Region  | Auszeichnungen für Musikverkäufe (Land/Region, Auszeichnung, Verkäufe) | Verkäufe   |
| ------------ | ---------------------------------------------------------------------- | ---------- |
| Japan (RIAJ) | Gold                                                                   | 50.000.000 |
| Insgesamt    | 1× Gold ·                                                              | 50.000.000 |

### Stay Gold
| Land/Region  | Auszeichnungen für Musikverkäufe (Land/Region, Auszeichnung, Verkäufe) | Verkäufe    |
| ------------ | ---------------------------------------------------------------------- | ----------- |
| Japan (RIAJ) | 2× Platin                                                              | 200.000.000 |
| Insgesamt    | 2× Platin ·                                                            | 200.000.000 |

### Your Eyes Tell
| Land/Region  | Auszeichnungen für Musikverkäufe (Land/Region, Auszeichnung, Verkäufe) | Verkäufe    |
| ------------ | ---------------------------------------------------------------------- | ----------- |
| Japan (RIAJ) | Platin                                                                 | 100.000.000 |
| Insgesamt    | 1× Platin ·                                                            | 100.000.000 |

### Dynamite
| Land/Region     | Auszeichnungen für Musikverkäufe (Land/Region, Auszeichnung, Verkäufe) | Verkäufe    |
| --------------- | ---------------------------------------------------------------------- | ----------- |
| Japan (RIAJ)    | Diamant                                                                | 500.000.000 |
| Südkorea (KMCA) | 3× Platin                                                              | 300.000.000 |
| Insgesamt       | 3× Platin · 1× Diamant ·                                               | 800.000.000 |

### Savage Love (Laxed – Siren Beat) (BTS Remix)
| Land/Region     | Auszeichnungen für Musikverkäufe (Land/Region, Auszeichnung, Verkäufe) | Verkäufe    |
| --------------- | ---------------------------------------------------------------------- | ----------- |
| Südkorea (KMCA) | Platin                                                                 | 100.000.000 |
| Insgesamt       | 1× Platin ·                                                            | 100.000.000 |

### Life Goes On
| Land/Region     | Auszeichnungen für Musikverkäufe (Land/Region, Auszeichnung, Verkäufe) | Verkäufe    |
| --------------- | ---------------------------------------------------------------------- | ----------- |
| Japan (RIAJ)    | Platin                                                                 | 100.000.000 |
| Südkorea (KMCA) | Platin                                                                 | 100.000.000 |
| Insgesamt       | 2× Platin ·                                                            | 200.000.000 |

### 00:00 (Zero O’Clock)
| Land/Region  | Auszeichnungen für Musikverkäufe (Land/Region, Auszeichnung, Verkäufe) | Verkäufe   |
| ------------ | ---------------------------------------------------------------------- | ---------- |
| Japan (RIAJ) | Gold                                                                   | 50.000.000 |
| Insgesamt    | 1× Gold ·                                                              | 50.000.000 |

### Blue & Grey
| Land/Region  | Auszeichnungen für Musikverkäufe (Land/Region, Auszeichnung, Verkäufe) | Verkäufe   |
| ------------ | ---------------------------------------------------------------------- | ---------- |
| Japan (RIAJ) | Gold                                                                   | 50.000.000 |
| Insgesamt    | 1× Gold ·                                                              | 50.000.000 |

### Telepathy (잠시)
| Land/Region  | Auszeichnungen für Musikverkäufe (Land/Region, Auszeichnung, Verkäufe) | Verkäufe   |
| ------------ | ---------------------------------------------------------------------- | ---------- |
| Japan (RIAJ) | Gold                                                                   | 50.000.000 |
| Insgesamt    | 1× Gold ·                                                              | 50.000.000 |

### Film Out
| Land/Region  | Auszeichnungen für Musikverkäufe (Land/Region, Auszeichnung, Verkäufe) | Verkäufe    |
| ------------ | ---------------------------------------------------------------------- | ----------- |
| Japan (RIAJ) | Platin                                                                 | 100.000.000 |
| Insgesamt    | 1× Platin ·                                                            | 100.000.000 |

### Butter
| Land/Region     | Auszeichnungen für Musikverkäufe (Land/Region, Auszeichnung, Verkäufe) | Verkäufe    |
| --------------- | ---------------------------------------------------------------------- | ----------- |
| Japan (RIAJ)    | Diamant                                                                | 500.000.000 |
| Südkorea (KMCA) | Platin                                                                 | 100.000.000 |
| Insgesamt       | 1× Platin · 1× Diamant ·                                               | 600.000.000 |

### Permission to Dance
| Land/Region     | Auszeichnungen für Musikverkäufe (Land/Region, Auszeichnung, Verkäufe) | Verkäufe    |
| --------------- | ---------------------------------------------------------------------- | ----------- |
| Japan (RIAJ)    | 3× Platin                                                              | 300.000.000 |
| Südkorea (KMCA) | Platin                                                                 | 100.000.000 |
| Insgesamt       | 4× Platin ·                                                            | 400.000.000 |

### My Universe
| Land/Region  | Auszeichnungen für Musikverkäufe (Land/Region, Auszeichnung, Verkäufe) | Verkäufe   |
| ------------ | ---------------------------------------------------------------------- | ---------- |
| Japan (RIAJ) | Gold                                                                   | 50.000.000 |
| Insgesamt    | 1× Gold ·                                                              | 50.000.000 |

### Yet to Come (The Most Beautiful Moment)
| Land/Region  | Auszeichnungen für Musikverkäufe (Land/Region, Auszeichnung, Verkäufe) | Verkäufe   |
| ------------ | ---------------------------------------------------------------------- | ---------- |
| Japan (RIAJ) | Gold                                                                   | 50.000.000 |
| Insgesamt    | 1× Gold ·                                                              | 50.000.000 |

### Run BTS (달려라 방탄)
| Land/Region  | Auszeichnungen für Musikverkäufe (Land/Region, Auszeichnung, Verkäufe) | Verkäufe   |
| ------------ | ---------------------------------------------------------------------- | ---------- |
| Japan (RIAJ) | Gold                                                                   | 50.000.000 |
| Insgesamt    | 1× Gold ·                                                              | 50.000.000 |

## Auszeichnungen nach Videoalben

### 2017 BTS Live Trilogy Episode III The Wings Tour ~ Japan Edition ~
| Land/Region  | Auszeichnungen für Musikverkäufe (Land/Region, Auszeichnung, Verkäufe) | Verkäufe |
| ------------ | ---------------------------------------------------------------------- | -------- |
| Japan (RIAJ) | Gold                                                                   | 100.000  |
| Insgesamt    | 1× Gold ·                                                              | 100.000  |

### 2017 BTS Live Trilogy Episode III The Wings Tour in Japan – Special Edition – at Kyocera Dome
| Land/Region  | Auszeichnungen für Musikverkäufe (Land/Region, Auszeichnung, Verkäufe) | Verkäufe |
| ------------ | ---------------------------------------------------------------------- | -------- |
| Japan (RIAJ) | Gold                                                                   | 100.000  |
| Insgesamt    | 1× Gold ·                                                              | 100.000  |

### BTS World Tour: Love Yourself in Seoul
| Land/Region  | Auszeichnungen für Musikverkäufe (Land/Region, Auszeichnung, Verkäufe) | Verkäufe |
| ------------ | ---------------------------------------------------------------------- | -------- |
| Japan (RIAJ) | Platin                                                                 | 250.000  |
| Insgesamt    | 1× Platin ·                                                            | 250.000  |

### BTS World Tour 'Love Yourself: Speak Yourself' – Japan Edition
| Land/Region  | Auszeichnungen für Musikverkäufe (Land/Region, Auszeichnung, Verkäufe) | Verkäufe |
| ------------ | ---------------------------------------------------------------------- | -------- |
| Japan (RIAJ) | Gold                                                                   | 100.000  |
| Insgesamt    | 1× Gold ·                                                              | 100.000  |

### BTS Memories of 2020
| Land/Region  | Auszeichnungen für Musikverkäufe (Land/Region, Auszeichnung, Verkäufe) | Verkäufe |
| ------------ | ---------------------------------------------------------------------- | -------- |
| Japan (RIAJ) | Gold                                                                   | 100.000  |
| Insgesamt    | 1× Gold ·                                                              | 100.000  |

### BTS Map of the Soul ON:E
| Land/Region  | Auszeichnungen für Musikverkäufe (Land/Region, Auszeichnung, Verkäufe) | Verkäufe |
| ------------ | ---------------------------------------------------------------------- | -------- |
| Japan (RIAJ) | Gold                                                                   | 100.000  |
| Insgesamt    | 1× Gold ·                                                              | 100.000  |

### BTS Memories of 2021
| Land/Region  | Auszeichnungen für Musikverkäufe (Land/Region, Auszeichnung, Verkäufe) | Verkäufe |
| ------------ | ---------------------------------------------------------------------- | -------- |
| Japan (RIAJ) | Gold                                                                   | 100.000  |
| Insgesamt    | 1× Gold ·                                                              | 100.000  |

### BTS World Tour ‘Love Yourself: Speak Yourself’ [The Final]
| Land/Region  | Auszeichnungen für Musikverkäufe (Land/Region, Auszeichnung, Verkäufe) | Verkäufe |
| ------------ | ---------------------------------------------------------------------- | -------- |
| Japan (RIAJ) | Gold                                                                   | 100.000  |
| Insgesamt    | 1× Gold ·                                                              | 100.000  |

## Statistik und Quellen
| Land/RegionAuszeichnungen für Musikverkäufe (Land/Region, Auszeichnungen, Verkäufe, Quellen) | Silber       | Gold         | Platin         | Diamant       | Verkäufe   | Quellen              |
| -------------------------------------------------------------------------------------------- | ------------ | ------------ | -------------- | ------------- | ---------- | -------------------- |
| Australien (ARIA)                                                                            | —            | 6× Gold6     | 4× Platin4     | —             | 490.000    | aria.com.au          |
| Belgien (BRMA)                                                                               | —            | 2× Gold2     | Platin1        | —             | 60.000     | ultratop.be          |
| Brasilien (PMB)                                                                              | —            | 3× Gold3     | 5× Platin5     | Diamant1      | 420.000    | pro-musicabr.org.br  |
| Dänemark (IFPI)                                                                              | —            | 5× Gold5     | 2× Platin2     | —             | 230.000    | ifpi.dk              |
| Deutschland (BVMI)                                                                           | —            | 2× Gold2     | —              | —             | 400.000    | musikindustrie.de    |
| Finnland (IFPI)                                                                              | —            | 2× Gold2     | —              | —             | 40.000     | Einzelnachweise      |
| Frankreich (SNEP)                                                                            | —            | 7× Gold7     | 3× Platin3     | 2× Diamant2   | 1.566.666  | snepmusique.com      |
| Griechenland (IFPI)                                                                          | —            | Gold1        | —              | —             | 10.000     | Einzelnachweise      |
| Italien (FIMI)                                                                               | —            | 7× Gold7     | 4× Platin4     | —             | 535.000    | fimi.it              |
| Japan (RIAJ)                                                                                 | 2× Silber2   | 45× Gold45   | 32× Platin32   | 5× Diamant5   | 8.775.215  | riaj.or.jp JP2 JP3   |
| Kanada (MC)                                                                                  | —            | 3× Gold3     | 15× Platin15   | —             | 1.320.000  | musiccanada.com      |
| Kolumbien (ASINCOL)                                                                          | —            | Gold1        | —              | —             | 5.000      | Einzelnachweise      |
| Mexiko (AMPROFON)                                                                            | —            | 3× Gold3     | 2× Platin2     | —             | 210.000    | amprofon.com.mx      |
| Neuseeland (RMNZ)                                                                            | —            | 6× Gold6     | 7× Platin7     | —             | 225.000    | radioscope.co.nz NZ2 |
| Österreich (IFPI)                                                                            | —            | —            | Platin1        | —             | 30.000     | ifpi.at              |
| Philippinen (PARI)                                                                           | —            | Gold1        | —              | —             | 7.500      | Einzelnachweise      |
| Polen (ZPAV)                                                                                 | —            | 4× Gold4     | 4× Platin4     | 2× Diamant2   | 650.000    | olis.pl              |
| Portugal (AFP)                                                                               | —            | 2× Gold2     | 3× Platin3     | —             | 42.500     | Einzelnachweise      |
| Schweden (IFPI)                                                                              | —            | —            | Platin1        | —             | 80.000     | sverigetopplistan.se |
| Schweiz (IFPI)                                                                               | —            | —            | 2× Platin2     | —             | 40.000     | hitparade.ch         |
| Singapur (RIAS)                                                                              | —            | Gold1        | —              | —             | 5.000      | rias.org.sg          |
| Spanien (Promusicae)                                                                         | —            | 4× Gold4     | 4× Platin4     | —             | 330.000    | elportaldemusica.es  |
| Südkorea (KMCA)                                                                              | —            | —            | 19× Platin19   | 24× Diamant24 | 48.764.206 | circlechart.kr       |
| Ungarn (MAHASZ)                                                                              | —            | 3× Gold3     | —              | —             | 6.000      | slagerlistak.hu      |
| Vereinigte Staaten (RIAA)                                                                    | —            | 10× Gold10   | 18× Platin18   | —             | 23.272.953 | riaa.com             |
| Vereinigtes Königreich (BPI)                                                                 | 10× Silber10 | 11× Gold11   | 2× Platin2     | —             | 4.480.000  | bpi.co.uk            |
| Insgesamt                                                                                    | 12× Silber12 | 129× Gold129 | 129× Platin129 | 34× Diamant34 |            |                      |